# Фёдорова, Варвара Ефимовна
Варва́ра Ефи́мовна Фёдорова (1912, Веселкино, Зарайский район — неизвестно) — советская ткачиха, депутат Верховного Совета СССР, член Президиума Верховного Совета СССР.

## Биография
Варвара Фёдорова родилась в 1912 году в деревне Весёлкино Московской области в бедной крестьянской семье. Образование неполное среднее.
В 1924—1930 годах домашняя работница в Москве, в 1930—1931 годах работала вагонетчицей на кирпичном заводе станции Одинцово Московской области. С сентября 1931 года до июня 1941 года ученица ткачихи, затем ткачиха, с июня 1941 года до июля 1942 года бригадир, с июля 1942 года до июля 1946 года инструктор производственного обучения, с июля 1946 года до марта 1963 года ткачиха комбината «Трёхгорная мануфактура» имени Ф. Э. Дзержинского.
Работая на «Трёхгорной мануфактуре», Варвара Фёдорова включилась в соревнование многостаночников. Поначалу она обслуживала два жаккардовых станка, затем перешла на восемь, а к концу 1950-х годов работала уже на двенадцати, что вдвое выше нормы. Активно занималась общественной деятельностью: избиралась профоргом, работала агитатором. В 1935 и 1937 годах избиралась депутатом Краснопресненского районного совета. Во время Великой Отечественной войны, работая инструктором производственного обучения, подготовила множество ткачих «Трёхгорки». Потеряла на войне мужа и пятерых братьев. В 1945 году вступила в КПСС. В марте 1958 года была избрана депутатом Верховного Совета СССР 5 созыва, а на сессии Верховного Совета — членом Президиума Верховного Совета СССР. В 1961 году была делегатом XXII съезда КПСС.

## Награды
- Орден Ленина (1960)[6]
- Орден Трудового Красного Знамени[1]
- медали[1]